# Tytthus vagus
Tytthus vagus är en insektsart som först beskrevs av Knight 1923.  Tytthus vagus ingår i släktet Tytthus och familjen ängsskinnbaggar. Inga underarter finns listade i Catalogue of Life.